# العياونة (الحيمة الخارجية)

تعديل مصدري - تعديل

العياونة هي إحدى قرى عزلة الحطب بمديرية الحيمة الخارجية التابعة لمحافظة صنعاء، بلغ تعداد سكانها 60 نسمة حسب تعداد اليمن لعام 2004.